# Peter Simonischek

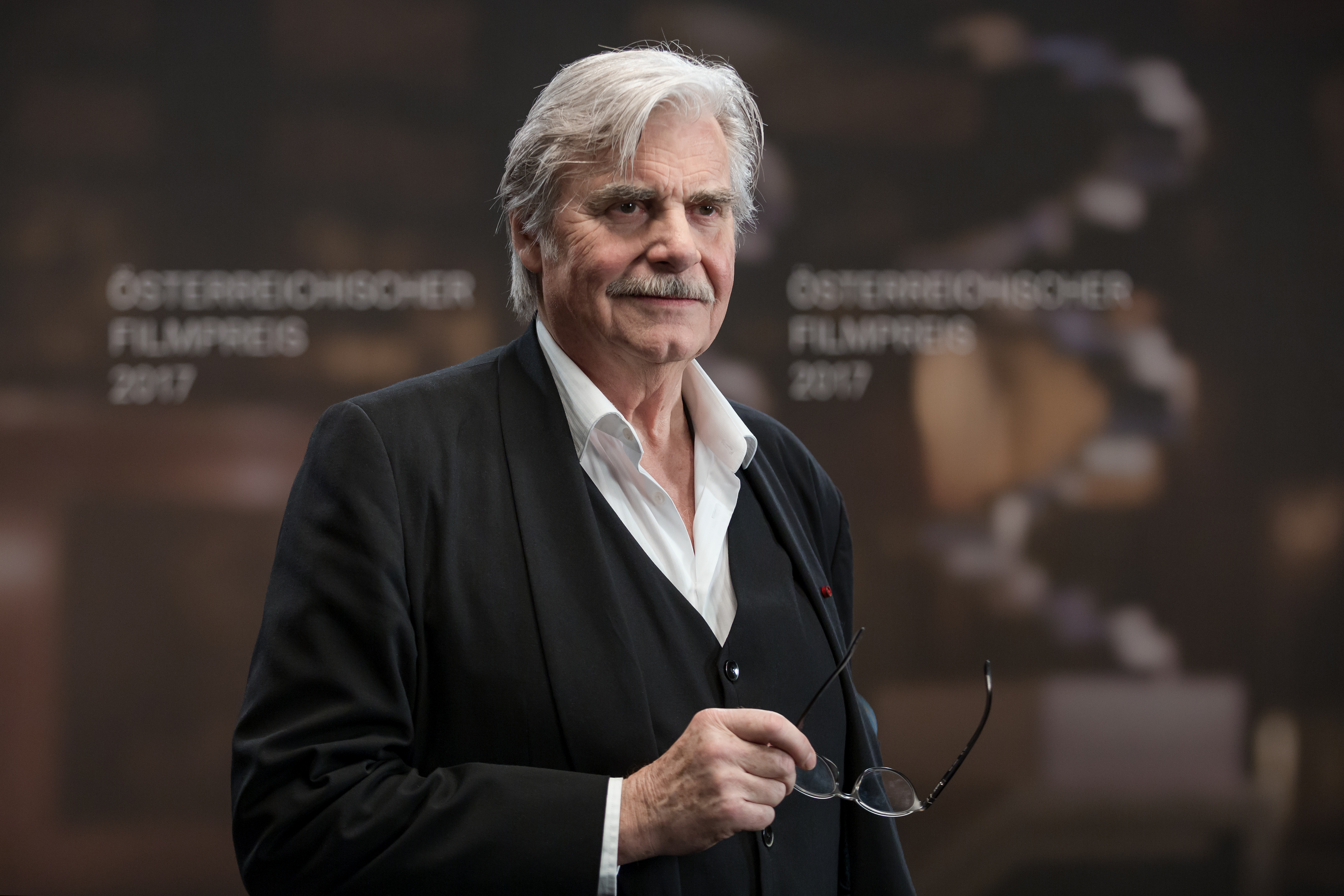
Peter Simonischek 2017.

Peter Simonischek, född 6 augusti 1946 i Graz, Steiermark, död 29 maj 2023 i Wien, var en österrikisk skådespelare. Han var utbildad vid Graz Akademie für Musik und Darstellende Kunst 1968–1970 och verkade sedan vid teaterscener i Schweiz, Österrike och Tyskland. Från 1979 fram till 2002 arbetade han vid Schaubühne am Lehniner Platz i Berlin. På 1980-talet började han även synas i film och TV. 2016 blev han internationellt uppmärksammad för sin huvudroll i filmen Min pappa Toni Erdmann.

## Filmografi, urval
- 1988 – Kärlek och fruktan
- 2016 – Min pappa Toni Erdmann
- 2018 – Kursk